# Lijst van Belgische deelnemers aan de Paralympische Winterspelen 1992
Deze lijst van Belgische deelnemers aan de Paralympische Winterspelen 1992 in Tignes. geeft een overzicht van de sporters die zich hebben gekwalificeerd voor de Spelen.
| Paralympiër      | Sport       | Onderdeel                                | Ervaring   |
| ---------------- | ----------- | ---------------------------------------- | ---------- |
| Harry Geyskens   | Alpineskiën | Reuzenslalon Klasse B3 Super G Klasse B3 | Debutant   |
| Pierre de Coster | Alpineskiën | Reuzenslalom Klasse B2 Super G Klasse B2 | 4de Spelen |
| Willy Mercier    | Alpineskiën | Reuzenslalom Klasse B1 Super G Klasse B1 | 4de Spelen |